# Ernst Boris Chain
Sir Ernst Boris Chain (19.6.1906 – 12.8.1979) là một nhà hóa sinh người Anh gốc Do Thái và Đức, đã đoạt giải Nobel Sinh lý và Y khoa năm 1945 cho công trình nghiên cứu về penicillin.

## Cuộc đời và Sự nghiệp
Chain sinh tại Berlin, Đức. Cha là một người Nga gốc Do Thái sang Đức học ngành hóa học và mẹ là người Đức ở Berlin. Năm 1930, ông tốt nghiệp bằng hóa học ở Đại học Friedrich Wilhelm. Sau khi đảng Quốc xã lên nắm quyền, Chain hiểu rằng mình là một người gốc Do Thái sẽ không thể sống an toàn ở Đức nên đã di chuyển sang Anh vào năm 1933.
Ông bắt đầu nghiên cứu phospholipid ở Đại học Cambridge dưới sự điều khiển của Sir Frederick Gowland Hopkins. Năm 1935, ông nhận làm giảng viên khoa bệnh lý học ở Đại học Oxford. Trong thời gian này ông làm một loạt nghiên cứu về nhiều đề tài, trong đó có nọc độc của rắn, việc trao đổi chất ở khối u, lysozyme và các kỹ thuật hóa sinh.
Năm 1939, ông theo Howard Florey nghiên cứu các tác nhân tự nhiên chống vi khuẩn, do các vi sinh vật sản xuất. Việc này đã dẫn ông và Florey xem xét lại công trình của Alexander Fleming, người đã đã tình cờ phát hiện ra nấm Penicillium notatum (hay Penicillium chrysogenum) có tác dụng tiêu diệt vi khuẩn vào năm 1928 . Chain và Florey đi tới việc khám phá tác dụng chữa bệnh của penecillin và thành phần hóa học của nó. Ông cũng tạo ra lý thuyết về cấu trúc của penicillin, lý thuyết này đã được xác nhận bởi việc xác định cấu trúc trong một tinh thể bằng phương pháp chiếu tia X 3 chiều (X-ray crystallography) do Dorothy Hodgkin làm. Vì thế Fleming, Chain, và Florey đã đoạt giải Nobel y học năm 1945 .
Vào cuối thế chiến thứ hai, Chain được tin mẹ và chị gái bị tử vong trong chiến tranh. Sau Thế chiến thứ hai, Chain di chuyển sang Roma, Ý làm việc ở Istituto Superiore di Sanità (Viện Y tế cấp cao). Năm 1964, ông trở lại Anh làm trưởng Phân ban hóa sinh ở Imperial College London.
Ông là bạn suốt đời của giáo sư Albert Neuberger hội viên Royal Society, hai ông gặp nhau ở Berlin trong thập niên 1930.
Về cuối đời, căn tính Do Thái ngày càng trở nên quan trọng đối với ông. Ông trở thành ủy viên Hội đồng quản trị Viện Khoa học Weizmann (Weizmann Institute of Science) ở Rehovot năm 1954, và sau đó là thành viên Ban điều hành của Viện này. Ông dạy dỗ các con nghiêm ngặt trong niềm tin Do Thái, bố trí nhiều lớp ngoại khoá cho chúng. Quan điểm của ông được diễn tả rõ ràng nhất trong câu ‘Why I am a Jew’ (Tại sao tôi là người Do Thái) được đưa ra trong Hội nghị thế giới các nhà trí thức Do Thái năm 1965.

## Gia đình
Năm 1948, ông kết hôn với Anne Beloff, em gái của Max Beloff và Nora Beloff. Họ có hai con trai và một con gái.
Chain được phong tước hầu năm 1969. Sau khi nghỉ hưu, ông chuyển tới cư ngụ ở miền tây Ireland.